# Илиджиево
Илиджѝево или Яйладжиево (на гръцки: Χαλκηδόνα, Халкидона, катаревуса Χαλκηδών, Халкидон, до 1926 година Γιαλιατζίκ, Ялядзик или Γιαλατζίκ, Яладзик) е градче в Северна Гърция, дем Илиджиево (Халкидона), област Централна Македония с 3061 жители (2011).

## География
Селото е разположено в Солунското поле, на 34 километра северозападно от Солун.

## История
Край селото е бил разположен елинистическият град Ихне (Ихнес). Край него е разкрито и богомилско гробище.

### В Османската империя
В XIX век Илиджиево е турски чифлик в Солунска каза на Османската империя, построен на хълм източно от днешното селище и западно от малкото мюсюлманско селище Ментешли. Жителите на Илиджиевосе занимават с риболов, земеделие и животновъдство, а в района има и хан.
В 1845 година руският славист Виктор Григорович посещава Илиджова и пише в „Очерк путешествия по Европейской Турции“, че е българско селище.
Гробищната църква „Св. св. Петър и Павел“ е от XIX век. Александър Синве („Les Grecs de l’Empire Ottoman. Etude Statistique et Ethnographique“), който се основава на гръцки данни, в 1878 година пише, че в Илицовон (Ilitsiovon), Воденска епархия, живеят 210 гърци. В „Етнография на вилаетите Адрианопол, Монастир и Салоника“, издадена в Константинопол в 1878 година и отразяваща статистиката на населението от 1873 година, Илинедже (Ilinetze) е показано като село със 100 домакинства и 476 жители българи.
Според статистиката на Васил Кънчов („Македония. Етнография и статистика“) от 1900 година Яйладжик брои 497 жители, всички турци. Според Христо Силянов след Илинденското въстание в 1904 година цялото село (Илиджиево) минава под върховенството на Българската екзархия. По данни на секретаря на екзархията Димитър Мишев („La Macédoine et sa Population Chrétienne“) в 1905 година в Илинджиево (Ilindjievo) има 320 жители българи екзархисти.
В резултат на отхвърлянето на гърцизма селото е подложено на натиск от страна на гръцките чети. На 2 септември 1905 година гръцка чета залавя 10 местни жители, докато секат дърва извън селото, и ги разстрелва.
| Убити местни жители от гръцка чета на 2 септември 1905 г. | Убити местни жители от гръцка чета на 2 септември 1905 г. | Убити местни жители от гръцка чета на 2 септември 1905 г. |
| Име                                                       | Възраст                                                   |                                                           |
| --------------------------------------------------------- | --------------------------------------------------------- | --------------------------------------------------------- |
| 1. Трайо Рупанов                                          | 25-годишен                                                |                                                           |
| 2. Трайо Гимиджиев                                        | 20-годишен                                                |                                                           |
| 3. Атанас Андонов                                         | 30-годишен                                                |                                                           |
| 4. Петър Бачок                                            | 45-годишен                                                |                                                           |
| 5. Митре Бачок                                            | 35-годишен                                                |                                                           |
| 6. Петър Великов                                          | 22-годишен                                                |                                                           |
| 7. Митре Дионисиев                                        | 25-годишен                                                |                                                           |
| 8. Панда Чобанов                                          | 25-годишен                                                |                                                           |
| 9. Божин Ников                                            | 30-годишен                                                |                                                           |
| 10. Георги Аризанов                                       | 35-годишен                                                |                                                           |

Според доклад на Димитриос Сарос от 1906 година Ялядзик (Γιαλιατζίκ) е славяногласно село във Воденската митрополия с 320 жители с българско национално съзнание.
Според преброяването от 1905 година в селото има 225 българи екзархисти.
През пролетта на 1906 година селото пострадва при наводнение, след като река Вардар излиза от коритото си.
При избухването на Балканската война в 1912 година един човек от Илиджиево е доброволец в Македоно-одринското опълчение.

### В Гърция
След Междусъюзническата война в 1913 година селото попада в Гърция. Боривое Милоевич пише в 1921 година („Южна Македония“), че Яладжик (Јалаџик) има 30 къщи славяни християни. В 1922 година селото пострадва при наводнение, в резултат на което е преместено на по-високо място, в местността Анот.
По-голямата част от българското му население се изселва в 1924 година и след това и на негово място са настанени гърци бежанци. В 1926 година името на селото е сменено на Халкидона, новогръцката форма на името Халкидон. В 1928 година Илиджиево е представено като бежанско село с 247 бежански семейства и 922 жители бежанци. Бежанците в 1928 година произхождат както следва:
- 150 семейства от Кадъкьой на азиатския бряг на Босфора.
- 40 семейства от Бургас
- 30 семейства от Неохори (Еникьой, Афионкарахисар)
- 20 семейства от района на Цулу, Мала Азия
- 7 семейства от Бурса

По-късно в селото са заселени каракачани и семейства от Западна Македония.
Според преброяването от 2001 година селото има 3749 жители, а според това от 2011 - 3061. В 2011 година към дем Илиджиево са присъединени и демите Куфалово и Каваклиево.

## Личности
Родени в Илиджиево
- Атанас (1891 – ?), македоно-одрински опълченец, Солунски доброволчески отряд[20]
- Трайко Николов Майнов (на гръцки: Ιωάννης Ν. Μάνος) (? - 2019), деец на партия Виножито в Солунско[21]